# Christian Henn

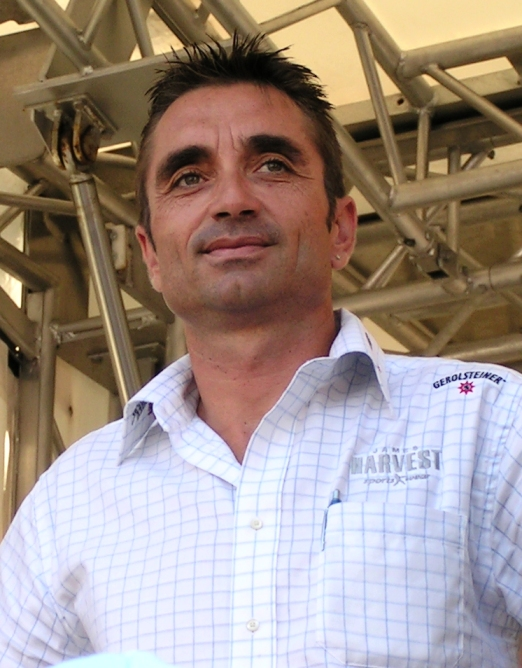
Christian Henn (2006)

Christian Henn (* 11. März 1964 in Heidelberg) ist ein ehemaliger deutscher Radrennfahrer.

## Karriere
Henn startete als Amateur für den Verein „RV Stuttgardia Stuttgart“. Der Bronzemedaillengewinner des olympischen Straßenrennen der Olympischen Sommerspiele 1988 in Seoul fuhr anschließend viele Jahre für das deutsche Radsportteam Team Telekom und nahm dabei mehrmals an der Tour de France teil, bei der er im Jahr 1996 einen Etappensieg knapp in einer zweiköpfigen Spitzengruppe verpasste. Ein Etappensieg gelang ihm bei der Vuelta a España 1995. Im Jahre 1996 wurde Henn Deutscher Straßenmeister. Im Jahr 1997 gewann er die Bayern- und die Hessenrundfahrt.
Henn war bis Ende 2008 im Teammanagement der zwischenzeitlich aufgelösten Radsportmannschaft von Team Gerolsteiner tätig. Danach war er einer der Sportlichen Leiter beim Team Milram bis zu dessen Auflösung Ende 2010. Er wohnt in seinem Heimartort Wieblingen, einem Stadtteil von Heidelberg.
Zu seiner Amateurzeit war Henn bereits ein ausgezeichneter Etappenfahrer und Mitglied der Nationalmannschaft. Er gewann so bedeutende Rennen wie die Hessen-Rundfahrt (1986) und die Rheinland-Pfalz-Rundfahrt (1988). 1985 startete er bei den UCI-Straßen-Weltmeisterschaften.

## Doping
Wegen Dopings (Testosteron) fiel er 1999 als Fahrer von Team Telekom auf. Der erhöhte Testosteronspiegel kam angeblich durch Einnahme eines, von seinem Schwiegervater empfohlenen, Kräutermixes zustande, der einen bis dahin unerfüllten Kinderwunsch erfüllen sollte, was damit auch gelang. Henn wurde für sechs Monate gesperrt und beendete daraufhin seine Karriere als aktiver Rennfahrer.
Wie am 22. Mai 2007 durch Hans-Michael Holczer bekannt wurde, hat Henn gestanden, zwischen 1995 und 1999 mit EPO gedopt zu haben. Zuvor hatte sich Henns Ex-Teamkollege Bert Dietz zum Doping bekannt. Später folgten noch Geständnisse von Udo Bölts, Erik Zabel, Rolf Aldag und Bjarne Riis.